# 塔克·卡森今夜秀
《塔克·卡森今夜秀》（英語：Tucker Carlson Tonight）是一個由政治評論員塔克·卡森主持的美國保守派脫口秀和時事評論節目。其從2016年11月14日開始在霍士新聞播出，直至2023年4月21日結束，接替格蕾塔·范·蘇斯特倫主持的《記錄在案》。《塔克·卡森今夜秀》涵蓋政治評論、獨白、訪談和分析，和《記錄在案》有些相似。該節目曾邀請威爾·凱恩、肖恩·達菲、圖爾西·加巴德和布萊恩·基爾米德等人擔任過客座主持。
該節目採取民粹主義風格。《塔克·卡森今夜秀》採用由《奧萊利實情》前高級製作人羅恩·米切爾引入的按分鐘計收視率的評估系統。在播出期間，該節目因為一些爭議而受到很多關注。2020年7月，《塔克·卡森今夜秀》成為新聞有線台中收視率最高的黃金時段節目；它在該時段的優勢只在節目突然被取消後才結束。
2023年4月24日，霍士新聞宣布塔克·卡森已經離開該台。該時段改名為《霍士新聞今夜秀》，由一些臨時主持人接手。作為回應，卡森宣佈他要在Twitter上開設節目的計劃；《Twitter上的塔克》在6月播出了第一集。在2023年7月17日，《傑西·沃特斯黃金時段》取代卡森之前的時段。

## 模式

### 開場環節

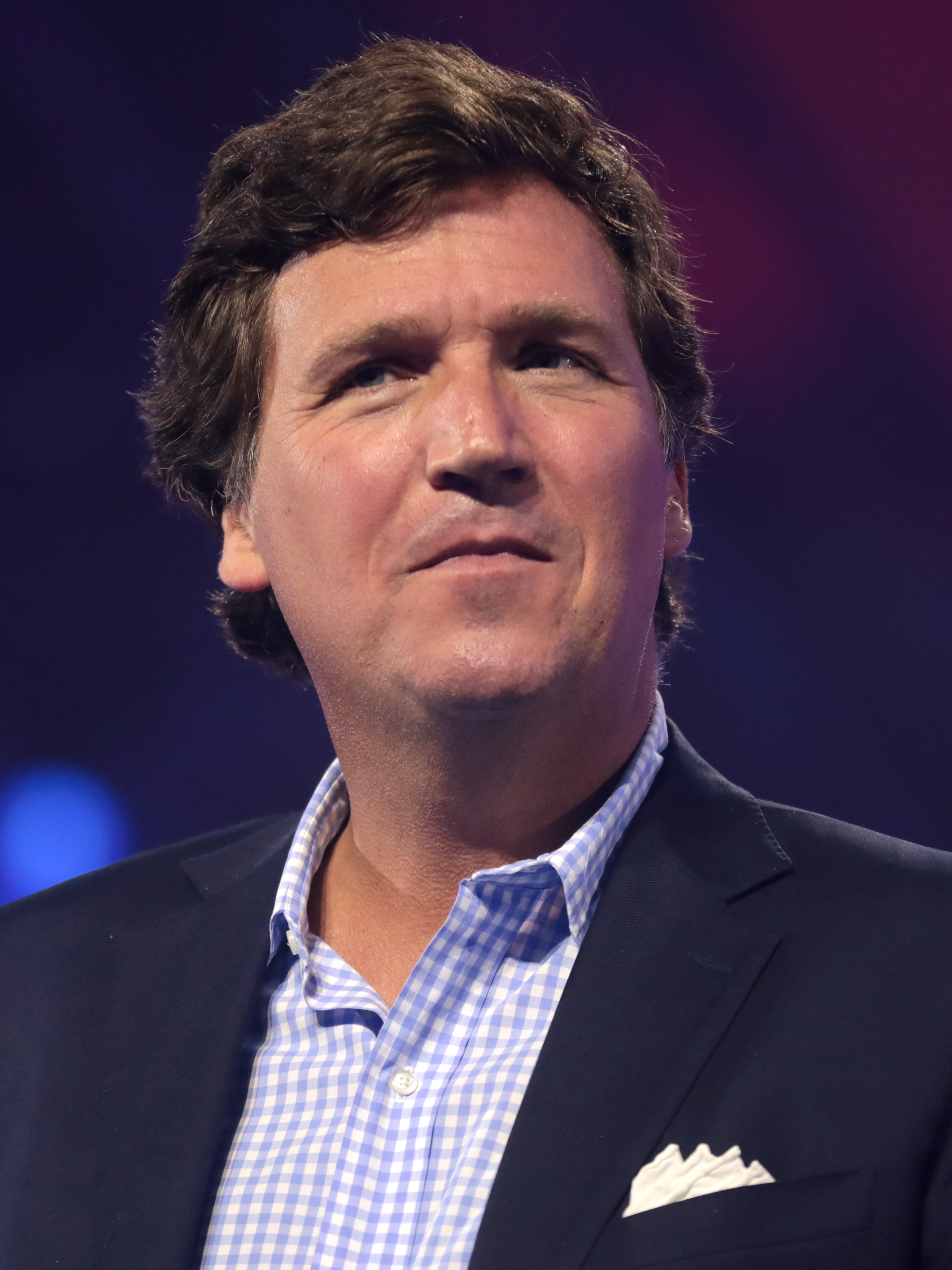
塔克·卡森，《塔克·卡森今夜秀》的主持人

卡森在《塔克·卡森今夜秀》的開場環節中，集中關注時事文化和經濟民粹主義等話題。開場環節曾經聚焦一綜被證實是假新聞的故事，其指稱田納西州納什維爾市長約翰·庫珀隱瞞2019冠狀病毒病的感染數據，以及一個2017年4月的民調，顯示唐納德·特朗普比希拉里·克林頓以更大壓倒性贏得更多選票，同時嘲諷2017年1月女性大遊行。卡森在2021年8月訪問匈牙利布達佩斯期間，其在該節目的開場環節中，力挺匈牙利總理奧班·維克多的執政。卡森的最後一個開場環節將大取代陰謀論和其他事物混為一談，例如：FICO評分、房地產估價、美國住房和城市發展部、美國副總統卡瑪拉·哈里斯和大麻合法化，視為美國的衰落和失敗的證據；大取代陰謀論也在該節目於2021年4月的一次錄製中被提及。這些開場環節的長度自2019年以來一直在增加。

### 時事環節
卡森在開場白後會播出一則或多則重要新聞。起初，《塔克·卡森今夜秀》只談些無關痛癢的文化話題，比如梅西百貨推出的新式頭巾，或是加利福利亞州、賓夕凡尼亞州涌入的羅姆人難民，卡森還說這些難民把「街道」弄得「到處都是人類糞便」——其實只有一個孩子因為趕不回家而在路邊拉了一次。後來，執行製作人羅恩·米切爾掌握更多的決策權，他把節目的收視率的統計從每一小時改成每一分鐘。《塔克·卡森今夜秀》也開始改變風格，從輕鬆的話題轉向嚴肅的議題，並分析了特朗普主義的本質，而不是特朗普個人的行為，他經常指責前總統沒有兌現競選時的承諾，比如要建造美墨邊界圍欄。卡森不像許多其在福克斯的同事，他反對特朗普政府在2020年1月暗殺伊朗將軍卡西姆·蘇萊曼尼的行動。
卡森的節目常常採用民粹的手法，對一些有名的政客、企業老闆和其他人物表現敵意，比如前美國國家過敏和傳染病研究所的負責人安東尼·福奇、前美國眾議院議長南希·佩洛西、匈牙利裔美國富豪喬治·索羅斯和前共和黨眾議員利茲·切尼。俄羅斯入侵烏克蘭促使他做了一期節目，卡森用反問的方式把俄羅斯總統弗拉基米爾·普京當成同盟。卡森還大量提到「大取代」陰謀論，把其和他所說的「統治階級」聯系在一起。在「主權投票系統訴霍士新聞網」的誹謗案中，霍士新聞的副總裁拉吉·沙阿的內部備忘錄曝光，顯示該網絡要求《塔克·卡森今夜秀》的主持人把美國總統祖·拜登的「所有」政策都稱為「社會主義」，並說把這些政策當成是亞歷山德里婭·奧卡西奧-科爾特斯和伯尼·桑德斯的社會主義策略，可能會「吸引（卡森）的忠實觀眾」。

### 其他環節
《塔克·卡森今夜秀》偶爾會播出名為「校園瘋狂」的環節，介紹某些大學裡的教授和學生的故事——這是霍士新聞和《The Daily Caller》的記者布雷克·內夫經常討論的話題。這些故事包括一些因為批評伊斯蘭教或對白人有明顯的仇視而遭到冷落的教授，還有一集裡一些密西西比州的學生把香蕉皮誤認為種族歧視的象徵。另一個叫做「超越這個」的環節，卡森會對影片中的發怒者開玩笑，這是比爾·奧萊利在《奧萊利實情》裡常用的手段。其他環節包括「卡森對決」——卡森和一個美國自由派人物辯論，霍士新聞高層形容這環節是「電視上的Twitter」；「友誼區」——宣傳卡森在霍士新聞的同事或朋友；「最終考驗」——一個問答遊戲，兩位嘉賓要回答和最近的新聞有關的問題；還有「一日王者」——一個讓Twitter用戶可以提出如果他們是總統，他們會改變一件事的環節。

## 工作室

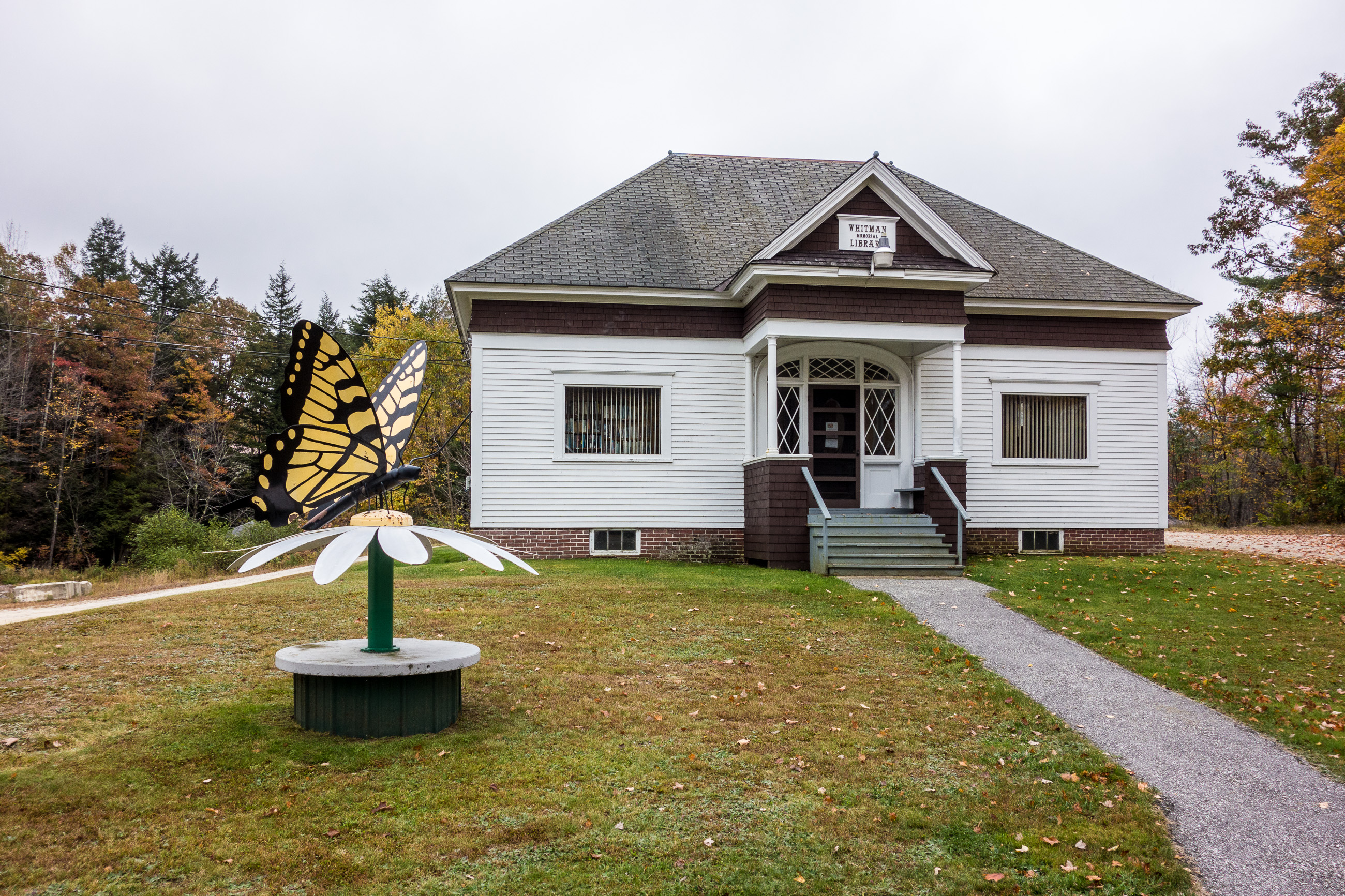
《塔克·卡森今夜秀》的部分拍攝地點是在緬因州伍德斯托克惠特曼紀念圖書館旁的車庫

《塔克·卡森今夜秀》是從緬因州伍德斯托克播出，有時候從佛羅里達州播出；2017年1月的報導指，《塔克·卡森今夜秀》是從霍士新聞在華盛頓特區的辦公區域播出。2019年3月，《太陽報》報道卡森計劃在伍德斯托克旁的惠特曼紀念圖書館的舊城鎮車庫裡建立工作室，其可能會容納觀眾。卡森在2018年12月寫信給鎮上的人，說他願意花3萬美元買下車庫。但《太陽報》發表報導後，該交易就取消，不過鎮上的人還是決定在2019年11月把車庫賣給卡森。根據鎮上提供的文件，2020年5月，卡森用自己的8.8萬美元創建工作室。

## 制作
卡森每天早上都會自己寫開場白，他在《魯賓報告》上跟保守派評論員戴夫·魯賓稱，他會向他的員工（包括由高級執行製片人賈斯汀·威爾斯監督的二十多名員工）發送一份備忘錄，告訴他們他要講什麼故事，想請哪些嘉賓。《塔克·卡森今夜秀》的團隊會在一些右派的網站上找故事，比如《布萊巴特新聞網》和《聯邦主義者》。節目剛開始的時候，他們會把故事送給由霍士新聞時任執行長羅傑·艾爾斯組成的團隊，艾爾斯建議他們不要採用一些像「Stormfront」這種新納粹網站的來源。後來，卡森的團隊就越來越少把故事送給艾爾斯的團隊。2017年3月，據報導指，該節目的團隊還聯繫一名Reddit「塔克·卡森」細分討論區的版主，向他們徵求好主意，然後轉發徵求到一個挺特朗普的細分討論區r/The_Donald上。

## 歷史

### 羅傑·艾爾斯辭職（2016年—2017年）

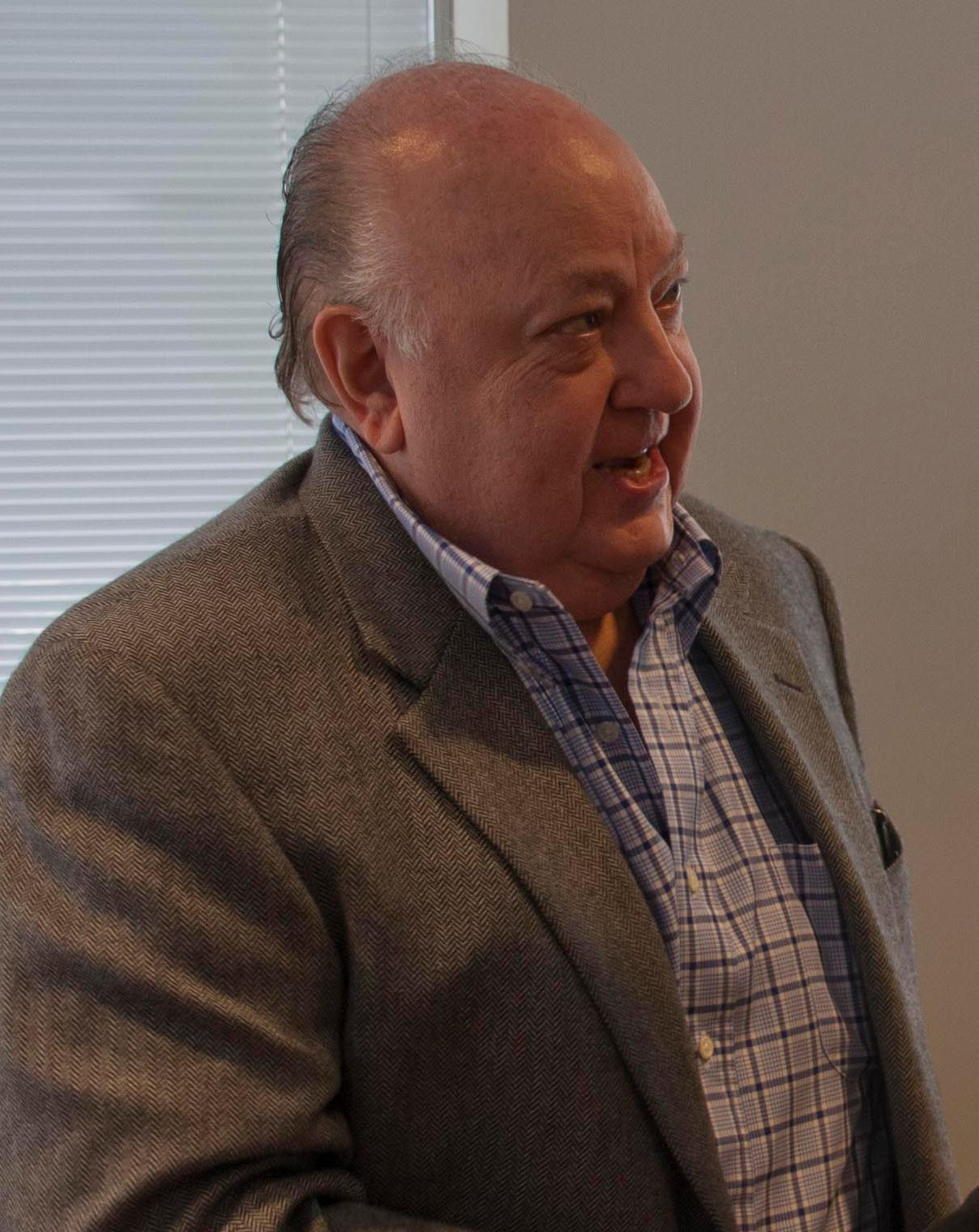
霍士新聞首席執行官羅傑·艾爾斯的辭職讓卡森得以掌控自己的節目。

2016年5月，前霍士新聞主播格蕾琴·卡森提起性騷擾訴訟的同時，時任霍士新聞首席執行官羅傑·艾爾斯辭職。艾爾斯的辭職為塔克·卡森鋪平了道路，他受到梅鐸家族的喜愛；塔克曾經是《福克斯與朋友們》週末版的常客。艾爾斯卻對他不看好，說霍士新聞是他在電視界的「最後機會」。格蕾塔·范·蘇斯特倫的辭職讓《塔克·卡森今夜秀》佔據《記錄在案》的時段。該節目在美國東岸時間2016年11月14日晚上7點在霍士新聞開播。第一集就有370萬人觀看，收視率高於《記錄在案》以前的集數。

### 播放時段變更與抵制（2017年—2023年）
梅根·凱利離開霍士新聞後，該台在2017年1月5日宣佈，由卡森主持的《塔克·卡森今夜秀》將從2017年1月9日起，取代美國東岸時間下午9點《凱利檔案》的時段。他的前下午7點時段則由瑪莎·麥卡勒姆接手，她的節目名為《首百日》。不久，因為性騷擾醜聞而被開除的《奧萊利實情》主持人比爾·奧萊利的下午9點時段，也被《塔克·卡森今夜秀》頂替。羅恩·米切爾曾是《奧萊利實情》的高級製作人，該節目在2017年4月停播後，他在2017年6月升任霍士新聞的新聞發展副總裁。
2018年和2019年期間，該節目在遭受廣告商的聯合抵制。因為卡森在節目中稱美國的移民讓這個國家「更窮、更髒、更分裂」，引發不少人不滿，於是廣告商紛紛撤出。霍士新聞卻說，廣告商只是換去其他時段而已。2019年初的報導顯示，該節目已經失去至少26間廣告商，到了2019年8月，媒體監督團體媒體對美國很重要統計指出該節目從2018年12月開始，就已經少了超過70間廣告商。2019年9月底前，差不多有50間廣告商公開宣佈不再在該節目打廣告；《衛報》報導指，「還有好幾十間廣告商悄悄地斷絕關係。」儘管如此，根據廣告分析公司SQAD的數據，《塔克·卡森今夜秀》的30秒廣告費用從2018年到2019年差點翻了一倍。
廣告商的聯合抵制沒能阻止《塔克·卡森今夜秀》的收視率攀升。2018年10月，該節目每晚有320萬名觀眾，成為全美黃金時段第二受歡迎的新聞節目，僅次於《漢尼提》。2020年4月，卡森的節目的收視率超越《漢尼提》，登上黃金時段新聞有線節目的寶座，平均有456萬名觀眾。2020年第二季度，《塔克·卡森今夜秀》的平均收視人數達到433萬，創下了有線新聞節目的歷史新高。2020年7月，《塔克·卡森今夜秀》又一次刷新美國新聞有線節目的最高收視紀錄，平均每晚有433萬名觀眾。2022年2月，《Mediaite》的報導顯示，「10月份的時候，塔克·卡森（是）民主黨人最喜歡的主持人。」
卡森在2020年6月的節目中對Black Lives Matter運動發表批評，引起華特迪士尼公司、T-Mobile美國、棒！約翰和Poshmark等公司的不滿，紛紛從他節目撤下廣告。據一家數據公司估計，My Pillow佔卡森2020年上半年將近38%的廣告收入。卡森依然是最受歡迎的新聞有線主持人，每晚有68萬名25至54歲的觀眾收看。霍士新聞表示，這些廣告商並沒有完全放棄霍士新聞，只是不再贊助卡森的節目。布萊克·內夫是南達科他州的居民，曾經在卡森的出版物《The Daily Caller》工作，一直擔任《塔克·卡森今夜秀》的首席寫手，直到其在2020年7月被揭露在一個名為「AutoAdmit」的法學院留言板上，用「CharlesXII」這個網名發表了種族主義言論為止；這個網名似乎是指瑞典的卡爾十二世，他和內夫一樣禁酒禁慾。

### 取消（2023年）
2023年4月24日，霍士新聞宣佈與卡森達成分道揚鑣的協議。他的離職原因不明，外界紛紛猜測，可能跟霍士新聞內部對領導層的不滿、一位前員工控訴卡森創造反猶太和厭女的氛圍、或者主權投票系統訴霍士新聞網的訴訟和解有關。他原本的節目時段，暫時由霍士的其他主持人接手，節目改名為霍士新聞今夜秀。布萊恩·基爾米德是卡森離開後第一名代主持，他主持了兩晚。在一份與2021年1月6日國會山騷亂有關的訴訟文件中，卡森曾說過，一群特朗普的擁護者毆打一名安提法支持者「不是白人男子該有的作風」，這讓霍士新聞的幾名高層大為震驚。卡森表示，他計劃在2025年1月返回電視上，那時他和霍士新聞的合約就會到期。幾個月後，他對羅素·布蘭德聲稱霍士新聞從來沒有告訴過他為什麼要離開。
卡森離開霍士新聞後，原本的觀眾們對代主持基爾米德大加抨擊，社交媒體上也充斥不滿的聲音。他們不僅批評基爾米德的主持水平，還質疑霍士新聞為什麼要開除卡森。霍士新聞在晚間8點的收視率暴跌；2023年4月24日，《霍士新聞今晚秀》的首播雖然還是以260萬的總觀看人數領先，但比卡森的節目平均少21%的觀眾，而且在最重要的收視群中，還輸給MSNBC由喬·斯卡伯勒主持的美國前總統比爾·克林頓專訪。另一個保守派頻道Newsmax TV的黃金時段節目則有明顯的收視增加，其中一個節目還邀請前總統特朗普接受格雷格·凱利的訪問。到4月25日，霍士新聞的收視率更是一落千丈，被MSNBC的《克里斯·海耶斯全力以赴》緊追不放。截至4月26日，該時段流失約一半的觀眾。
卡森被霍士新聞解僱後，宣佈要在Twitter上推出新一擋網絡節目，接替他原本的《塔克·卡森今夜秀》；他的新節目叫 《Tucker on Twitter》，第一集在2023年6月6日上線。6月12日，Axios報導指，霍士新聞寄了一封信給卡森，要求他停止侵犯他們的權益，因為他和霍士新聞還有一份到2024年底的合約，即使他的節目已經被腰斬。2023年5月，《Drudge Report》透露，霍士新聞正在考慮讓《漢尼提》接手卡森的舊時段，並把《傑西·沃特斯黃金時段》和《古菲爾德！》調到晚間9點和10點。2023年6月26日，霍士新聞正式宣佈，《傑西·沃特斯黃金時段》將在7月17日於卡森的舊時段播出，而《英格拉漢姆角度》和《古菲爾德！》則分別調到晚間7點和10點播出。

## 爭議

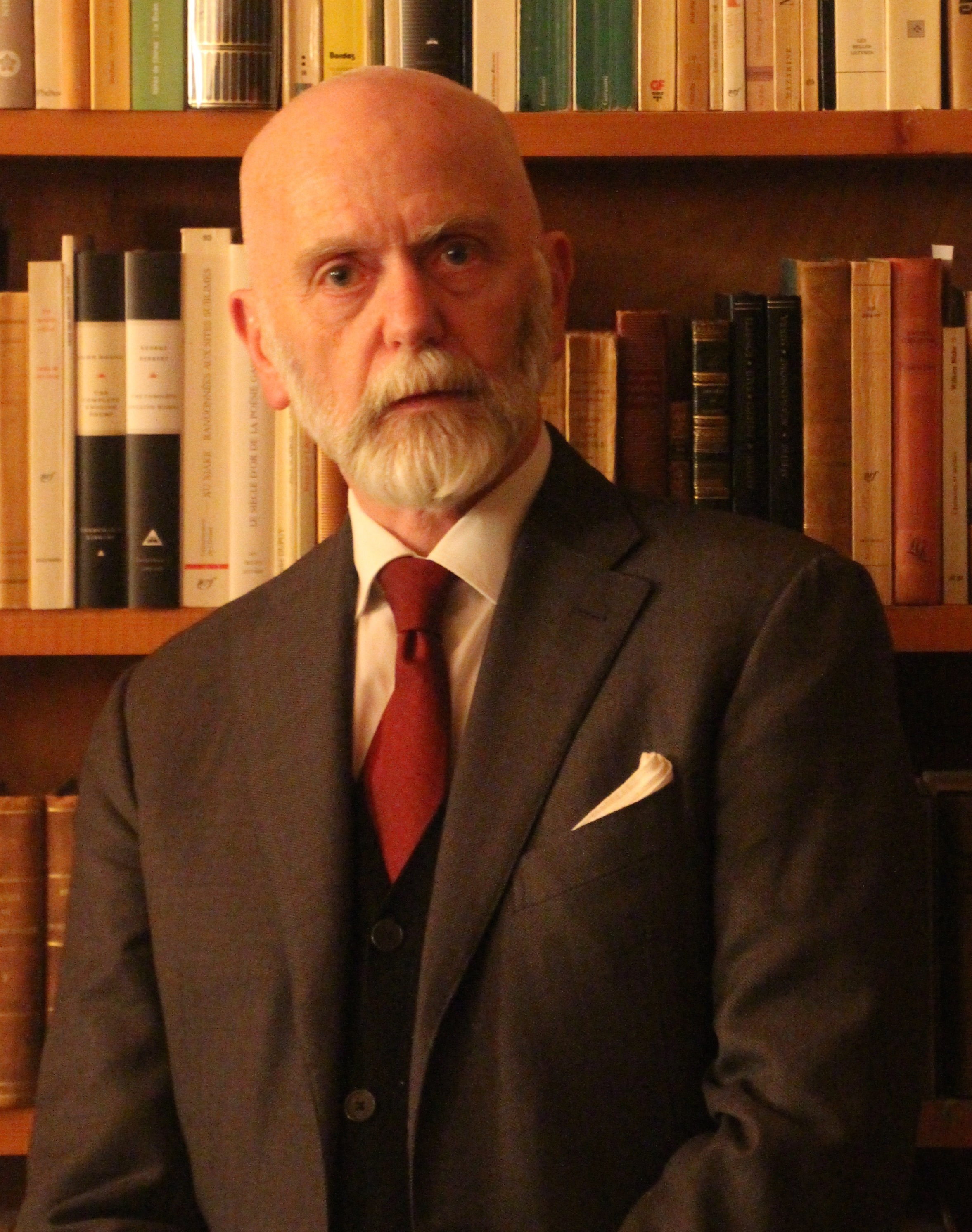
《塔克·卡森今夜秀》因為報導法國作家雷諾·加繆所散佈的大取代陰謀論而引起爭議。

卡森的言論（尤其是與「大取代」相關的陰謀論）引起了保守派和自由派人士的爭議。2018年，前《標準周刊》總編輯兼新保守主義評論員比爾·克里斯托將卡森在節目中表達的觀點描述為「民族主義的一種」。卡森回應說，克里斯托「多年前就自毀信譽」。2022年3月，俄羅斯入侵烏克蘭期間，《洛杉磯時報》的意見專欄作家傑基·卡爾姆斯批評卡森對入侵的報導，認為他偏袒俄羅斯總統普京和克里姆林宮。2022年水牛城槍擊案的兇手聲稱支持這一陰謀論，使得卡森的主張再次受到關注。
卡森批評拆除南方邦聯紀念碑和紀念物是在「破壞美國脆弱的社會結構」，並且稱奧地利是下一個「西方阿拉伯哈里發國」。他在一集節目中描述南非的白人農民被殺害是一場「白人種族滅絕」，這引起霍士新聞員工之間的爭議。儘管霍士財經網總裁布萊恩·瓊斯告知他這個故事與新納粹論壇「Stormfront」有關，霍士新聞副總裁湯姆·洛威爾仍然為這個故事辯護，而卡森的持續報導也傳達到特朗普。這些觀點得到霍士新聞創始人魯珀特·梅鐸的長子兼霍士公司首席執行官拉克蘭·梅鐸的支持，他對卡森表示同情。
2020年11月，該節目播出一則關於喬治亞州在2020年美國總統選舉中涉嫌選舉舞弊的報導。該報導講述一位住在喬治亞州科文頓，名叫詹姆斯·布拉洛克的二戰老兵，他於2006年去世；卡森聲稱布拉洛克在選舉中投了票。喬治亞州當地的新聞媒體後來證實，布拉洛克並沒有在2020年的選舉中投票，而是他的遺孀以「詹姆斯·E·布拉洛克夫人」的名字投下合法的票，這也得到布拉洛克的遺孀本人的證實。一天後，卡森在節目中做出了更正，說「我們總是會在錯誤時做出更正」。當月月尾，卡森批評前聯邦檢察官西德尼·鮑威爾提出的毫無根據的指控，她聲稱委內瑞拉、古巴和不明身份的共產主義勢力利用一個秘密的算法入侵投票機，並在2020年的選舉中進行選舉舞弊。卡森指出，鮑威爾的指控屬實的話將是「美國歷史上最大的罪行」，但他要求鮑威爾提供舞弊的證據時，鮑威爾「生氣地告訴我們不要再聯繫她」。為此，《拉什·林博秀》的製作人詹姆斯·戈登斥責卡森。
2020年7月，曾在伊拉克戰爭中失去雙腿的退役軍人兼美國參議員譚美·達克沃斯呼籲對拆除喬治·華盛頓等擁有奴隸的開國元勛紀念碑展開「全國討論」後，卡森因為稱她為「白癡」而遭到反彈，而且當她拒絕在沒有得到卡森道歉的情況下出現在他的節目上時，卡森嘲諷她做「懦夫」。卡森稱「她曾經在伊利諾伊州國民警衛隊服役時受傷」也受到批評，卡森被指責輕視她的軍事服務。

### 涉及官司
2018年9月，在《塔克·卡森今夜秀》的一集節目中，卡森給律師邁克爾·阿維納蒂起綽號，叫做「古怪A片律師」，這是因為他代表成人影星斯托米·丹尼爾斯起訴特朗普。阿維納蒂對此表示反對，並且據報導稱感到憤怒。在卡森和阿維納蒂之間進行電視和電視外的多次口角之後，後者宣佈他正在調查一綜涉及卡森和一位顧客的酒吧爭執。最終揭露卡森曾經向一個侮辱他女兒的男人扔了一杯酒。2019年7月，作家彼得·達布羅斯卡在他的一本著作中曾提到這一件事件。
2019年12月，曾經是《花花公子》模特兒的凱倫·麥克道格因為卡森在他的節目中指控她勒索總統特朗普而起訴霍士新聞。2020年9月，一名聯邦法官駁回這項訴訟，理由是霍士新聞辯稱卡森的勒索指控是基於個人意見而非「事實陳述」。法官還同意霍士新聞的辯護，認為理性的觀眾會對卡森在節目中的言論抱有「懷疑」，因為他經常誇大其詞和「非字面評論」。
2023年5月，網路上出現卡森在節目外發表貶低女性言論的影片，例如稱女性「美味」，並詢問女化妝師女性是否在洗手間裡進行「枕頭大戰」，該影片由「媒體對美國很重要」組織作首次發佈。其他影片剪輯顯示卡森稱主權投票系統的律師為「粘糊糊的小混蛋」、批評串流媒體霍士國家網，並與英國記者皮爾斯·摩根討論性問題。作為回應，霍士新聞向該組織發出一封停終信函。

## 備註
1. ↑  綜合多個來源：《今日美國》[1]、路透社[2]、CBS新聞[3]、 NBC新聞[4]和NPR[5]。